# Portrait de Dirck Volckertsz. Coornhert
Le Portrait de Dirck Volckertsz. Coornhert est une gravure de l'artiste néerlandais Hendrik Goltzius créée en 1591.

## Sujet
Le jeune Goltzius s'est formé à la gravure à Xanten, une ville proche de Duisbourg, auprès de Dirck Volkertszoon Coornhert, qui s'y est installé vers 1574, alors en exil, fuyant les Espagnols du fait de son engagement lors de la guerre de Quatre-Vingts Ans, et le camp protestant en raison de son hostilité au calvinisme. Il le suivit ensuite à Haarlem à la libération de la ville en 1577.
D'une grande ressemblance physique, ce portrait est un hommage posthume de Goltzius à son maître, réalisé l'année suivant sa mort en 1590, au retour de son séjour en Italie.

## Histoire
Le Portrait de Dirck Volckertsz. Coornhert a peut-être été gravé d'après un dessin aujourd'hui perdu, et seuls deux tirages d'essai sont connus. Les états suivants, qui ne différent que par l'adjonction de la lettre, n'ont pas été modifiés par Goltzius, sans doute satisfait du rendu.

## Description

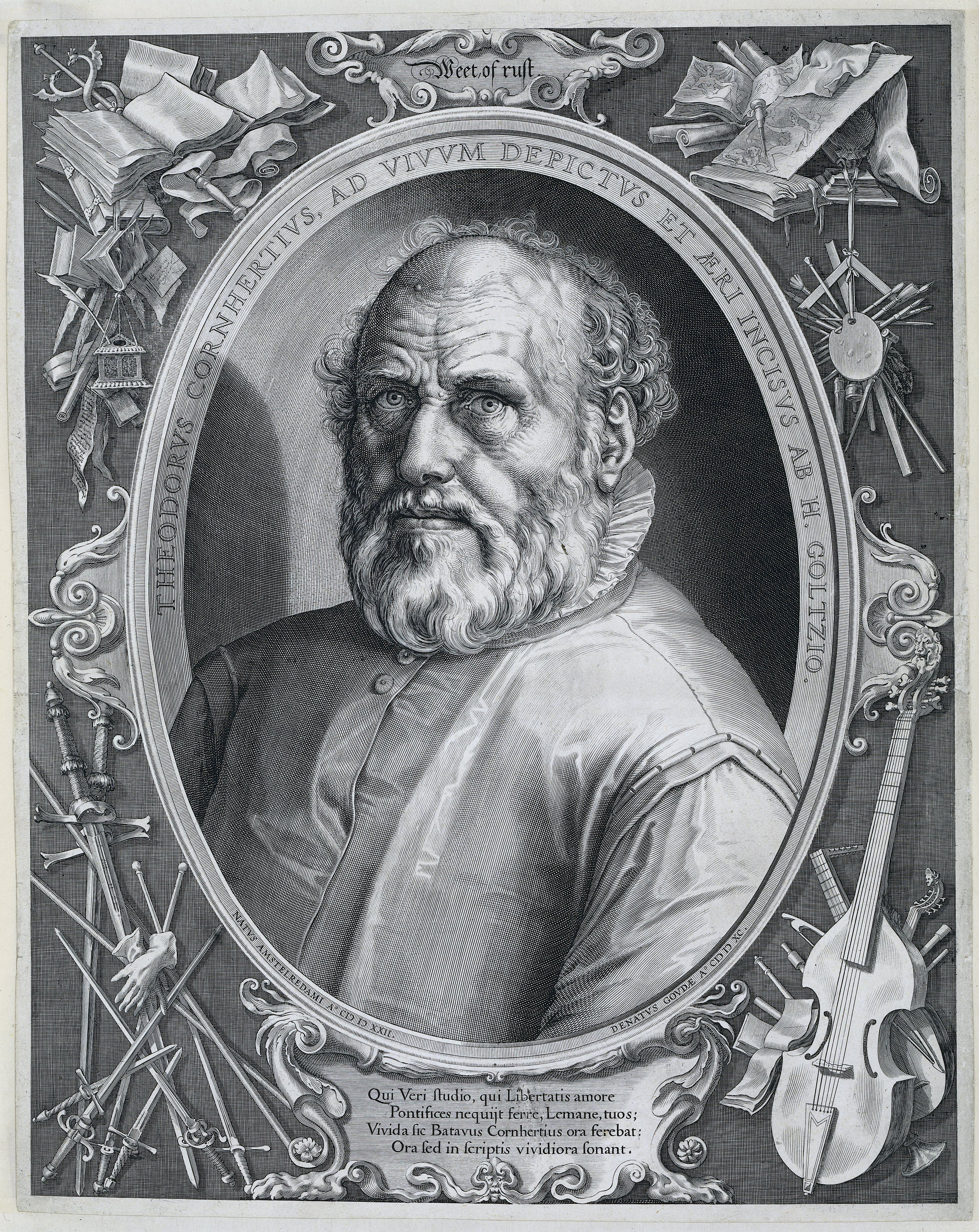
Troisième état avec bordure ornementale.

Le format est en grandeur presque nature, format qui contribue à présenter sans concession les moindres aspects du visage du modèle, jusqu'aux rides et aux poches sous les yeux.
Le nom du modèle et du graveur figurent dans la planche autour de l'ovale : « THEODORVS CORNHERTIVS, AD VIVVM DEPICTVS ET ÆRI INCISVS AB H. GOLTZIO ».
Le troisième et dernier état du portrait existe aussi, avec une bordure ornementale, tirée d'une planche séparée, attribuée à Jan Saenredam, un collaborateur occasionnel de Goltzius. L'épigramme en latin et la devise « Weet, of rust » (« Savoir ou se taire ») sur la bordure ornementale témoignent du statut de lettré et de culture humaniste de Coornhert en représentant des objets caractéristiques de ses différentes activités : armes pour sa participation aux guerres d'indépendance, instruments de musique, palette, pinceaux et burin, plume, caducée et livres.

## Analyse
Lors de son voyage en Italie, Goltzius a élargi sa culture visuelle à la statuaire antique et aux chefs-d'œuvre de la Renaissance italienne, modifiant son style dans une orientation plus classique. Dès lors, il réfrène les exagérations maniéristes qui le caractérisaient dans les années 1580.